# Кокуй 2-й
Коку́й 2-й (рос. Кокуй 2-й) — село у складі Александрово-Заводського району Забайкальського краю, Росія. Входить до складу Бохтинського сільського поселення.

## Населення
Населення — 168 осіб (2010; 220 у 2002).
Національний склад (станом на 2002 рік):
- росіяни — 91 %